# Togo aux Jeux olympiques d'été de 2004
Le Togo participe aux Jeux olympiques d'été de 2004 à Athènes, en Grèce.
La délégation togolaise est composée de 3 athlètes, 2 hommes et 1 femme. Elle n'obtient aucune médaille durant ces jeux olympiques.
Le porte-drapeau lors de la cérémonie d'ouverture est l'athlète Jan Sekpona

## Engagés par sport

### Athlétisme

#### Hommes
| Jan Sekpona (en) | 800 m | 1 min 54 s 25 | 8e (éliminé) | – | – | – | – | – | – |

#### Femmes
| Sandrine Thiebaud-Kangni | 400 m | 52 s 87 | 6e (éliminé) | – | – | – | – | – | – |

### Canoë-kayak

#### Hommes
| Athlète           | Épreuve         | Qualifications | Qualifications | Qualifications | Qualifications | Qualifications | Qualifications | Demi-finales | Demi-finales  | Finale | Finale |
| Athlète           | Épreuve         | Temps 1        | Rang           | Temps 2        | Rang           | Total          | Rang           | Temps        | Rang          | Temps  | Rang   |
| ----------------- | --------------- | -------------- | -------------- | -------------- | -------------- | -------------- | -------------- | ------------ | ------------- | ------ | ------ |
| Benjamin Boukpeti | Kayak monoplace | 96,99          | 9e             | 101,93         | 21e            | 198,92         | 15e (qualifié) | 102,42       | 18e (éliminé) | –      | –      |